# أنخيل ريفيرو منديز
أنخيل ريفيرو منديز (بالإنجليزية: Ángel Rivero Méndez)‏ هو مهندس وصحفي وكاتب ومؤلف أمريكي، ولد في 2 أكتوبر 1856 في Trujillo Alto, Puerto Rico ‏ في الولايات المتحدة، وتوفي بنفس المكان في 23 فبراير 1930.